# Maxximize Records
Maxximize Records est un label discographique de musique électronique fondé par les disc jockeys néerlandais Blasterjaxx, en 2015.
C'est l'un des 27 sous-labels de Spinnin' Records.
Blasterjaxx, Breathe Carolina, Marnik, Wom-Bat, 7 Skies ou encore Kevu y ont déjà signé.

## Singles
| Date       | Artiste(s)  | Titre        | Catalogue |
| ---------- | ----------- | ------------ | --------- |
| 30/11/2015 | Blasterjaxx | ‘’Heatbeat’’ | MAXX001   |